# Casnigo
Casnigo ist eine italienische Gemeinde (comune) mit 3036 Einwohnern (Stand 31. Dezember 2023) in der Provinz Bergamo, Region Lombardei.

## Geographie
Casazza befindet sich 20 km nordöstlich der Provinzhauptstadt Bergamo und 70 km nordöstlich der Metropole Mailand.
Die Nachbargemeinden sind Gandino, Cazzano Sant’Andrea, Vertova, Colzate, Ponte Nossa, Cene, Gorno und Fiorano al Serio.

## Sehenswürdigkeiten
- Chiesa della Santissima Trinità
- Chiesa Parrocchiale di San Giovanni
- Santuario della Madonna d’Erbia
- Valle Asnina
- Località Romnei